# إنسانوية (نظرية أخلاقية)

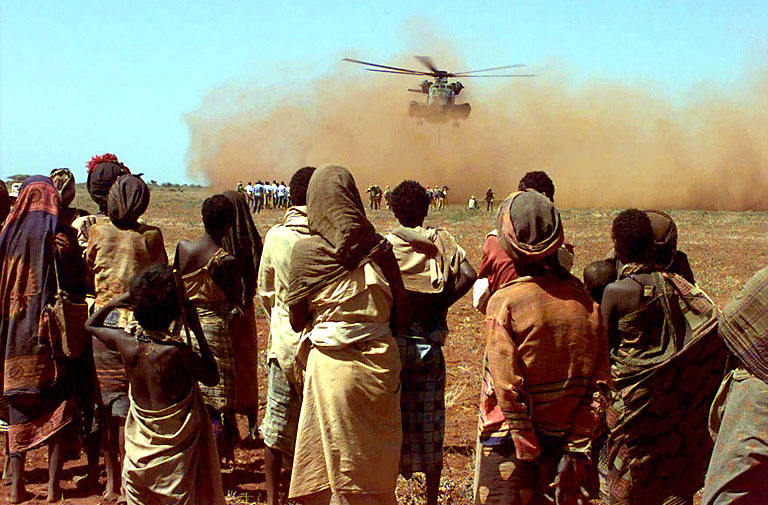
مروحية تتبع المؤسسة الإنسانية لدعم اللاجئين الصوماليين عام 1993م

الإنسانوية (بالإنجليزية: Humanitarianism)‏ هي اعتقاد نشط بقيمة الحياة البشرية، حيث يمارس البشر المعاملة الكريمة ويقدمون المساعدة للبشر الآخرين لتقليل المعاناة وتحسين ظروف الإنسانية لأسباب أخلاقية وإيثارية ومنطقية. تتمثل بعض الجوانب في تداخل مساعدات الطوارئ الطوعية مع مناصرة حقوق الإنسان، والإجراءات التي تتخذها الحكومات، والمساعدة الإنمائية، والعمل الخيري المحلي. تشمل القضايا الهامة الأخرى الارتباط بالمعتقدات الدينية، ودافع المساعدة بين الإيثار والرقابة الاجتماعية، وتقارب السوق، والإمبريالية والاستعمار الجديد، والعلاقات بين الجنسين والطبقات، والوكالات الإنسانية. يُعرف الممارس باسم العامل الإنساني.

## أيديولوجية غير رسمية
تعد الإنسانية أيديولوجية ممارسة غير رسمية؛ إذ تمثل «العقيدة القائلة بأن واجب الناس هو تعزيز رفاهية الإنسان».
تستند الإنسانية إلى وجهة نظر تفيد أن جميع البشر يستحقون الاحترام والكرامة ويجب معاملتهم على هذا النحو. بالتالي، يعمل العاملون في المجال الإنساني من أجل النهوض برفاهية البشرية ككل. تعد نقيضًا لعقلية «نحن ضدهم» التي تميز القبلية والقومية الإثنية. يمقت العاملون في المجال الإنساني العبودية وانتهاك الحقوق الأساسية وحقوق الإنسان والتمييز على أساس صفات مثل لون البشرة أو الدين أو النسب أو مكان الميلاد. تدفع الإنسانية البشر إلى إنقاذ الأرواح، وتخفيف المعاناة، وتعزيز الكرامة الإنسانية في خضم الكوارث الطبيعية أو تلك التي من صنع الإنسان. يتبنى الإنسانية كل من الحركات والأشخاص على امتداد الطيف السياسي. يمكن تلخيص هذه الأيديولوجية غير الرسمية باقتباس من ألبرت شفايتسر: «تتمثل الإنسانية في عدم التضحية بإنسان من أجل غاية ما».

## عقيدة عالمية
يناقش جان بيكتيه السمات العالمية للإنسانية في تعليقه على المبادئ الأساسية للصليب الأحمر، قائلًا:
يتوضع منبع مبدأ الإنسانية في جوهر الأخلاق الاجتماعية التي يمكن تلخيصها في جملة واحدة، عامل البشر كما تحب أن يعاملوك. يمكن أن نعثر على هذا المبدأ الأساسي، بصورة مطابقة تقريبًا، في جميع الأديان الكبرى، منها البراهمينية والبوذية والمسيحية والكونفوشية والإسلام واليهودية والطاوية. تمثل هذه الجملة أيضًا القاعدة الذهبية للوضعيين، الذين لا يلزمون أنفسهم بأي دين بل يؤمنون ببيانات التجربة، ويعيشون باسم المنطق وحده. في الواقع، ليس من الضروري على الإطلاق اللجوء إلى المفاهيم العاطفية أو الفائقة لتحديد فوائد عمل البشر معًا بغية تحسين وضعهم.

## أمثلة تاريخية وفتراتها الزمنية
شوهدت الإنسانية علانية في الإصلاحات الاجتماعية في أواخر القرن التاسع عشر وأوائل القرن العشرين، وذلك في أعقاب الاضطرابات الاقتصادية للثورة الصناعية في إنجلترا. ساهمت العديد من النساء في بريطانيا العظمى ممن شاركن في الحركة النسوية خلال القرن العشرين في تقدم الإنسانية. أصبحت ساعات العمل الفظيعة وظروف العمل للأطفال والعمال غير المهرة غير قانونية بفضل ضغط العاملين في المجال الإنساني على البرلمان. شكل قانون المصنع لعام 1833 وقانون المصنع لعام 1844 أهم مشاريع القوانين الإنسانية التي وافق عليها البرلمان بعد الثورة الصناعية.
في منتصف القرن التاسع عشر، كانت الإنسانية محور عمل فلورانس نايتنغيل وهنري دونان في الاستجابة لحالات الطوارئ، والتي أدت في نهاية المطاف إلى تأسيس الصليب الأحمر.
كانت الرابطة الإنسانية (1891-1919) مجموعة إنجليزية مناصرة تشكلت على يد هنري سالت وسعت إلى التقدم بالقضية الإنسانية.
توجد اقتراحات مختلفة في فترات متميزة من الإنسانية، تعتمد إما على العوامل الجيوسياسية أو الاجتماعية الاقتصادية التي تحدد العمل الإنساني. يتجلى النهج الأول في اقتراح مايكل بارنيت للتمييز بين أزمنة «الإنسانية الإمبريالية» (حتى عام 1945) و«الإنسانية الجديدة» (1945-1989) و«الإنسانية الليبرالية». كان نوربرت غوتز وجورجينا برويس وستيفين ويرثر من دعاة النهج الاجتماعي الاقتصادي والثقافي، وجادلوا بشأن وجود أزمنة «الإنسانية المخصصة» (حتى عام 1900)، و«الإنسانية المنظمة» (نحو 1900-1970)، و«الإنسانية التعبيرية» (منذ 1970). اقترح هؤلاء أننا ربما ندخل حاليًا «نوعًا جديدًا من الإنسانية الدفاعية المتمتعة بجذور تعود إلى الزمن التعبيري، مع واجهات آلية، و«جدران حماية» سميكة بين المتبرعين والمستلمين».